# Callirhynchinus
Callirhynchinus là một chi bọ cánh cứng trong họ Belidae.